# پسری به نام میر
پسری به نام میر (به انگلیسی: The boy Mir) فیلم مستندی است به کارگردانی فیل گرابسکی، مستندساز انگلیسی و با همکاری شعیب شریفی، خبرنگار افغانی، محصول سال ۲۰۱۱ میلادی. این فیلم به دوران کودکی پسربچه‌ای افغانی به نام میرحسین می‌پردازد.
گرابسکی این مستند نود دقیقه‌ای را در مدت ۱۰ سال در ولایت بامیان افغانستان فیلمبرداری کرد. او در سال ۲۰۰۲، چند ماه پس از سقوط طالبان، به قصد ساختن فیلمی دربارهٔ «بازسازی یک کشور جنگ‌زده به دست مردم این کشور» وارد افغانستان شد و شروع به فیلم گرفتن از کودکی ۶ ساله به نام میر کرد. او این کار را تا سال ۲۰۱۰ ادامه داد.

## داستان
داستان بعد از بیرون راندن طالبان از بامیان شروع می‌شود؛ طالبان مجسمه‌های بودا را به توپ بسته‌اند و مردمی که در غارهای اطراف مجسمه‌ها زندگی می‌کردند، کوچ کرده‌اند و اینک که طالبان به قوت نیروهای آمریکایی و بین اللملی دست از حکومت کشیده فراری شده‌اند، آن‌ها بازگشته‌اند تا زندگی را در دوباره در سرزمین شان از سر گیرند که منزل و مأوای آنهاست.

## شخصیت‌ها
- میر: کوچکترین فرزند خانواده
- خوشدل: برادر ناتنی میر
- گل افروز: همسر خوشدل
- عبدل: پدر میر
- مروارید: همسر عبدل و مادر خوشدل و میر